# Demba Diop
Demba Diop, född 10 maj 1927 i Boghé, död 3 februari 1967 i Thiès, var en senegalesisk politiker. Han var ungdoms- och idrottsminister under president Léopold Sédar Senghor och borgmästare i staden Mbour från 1966 till 1967. Han dog på en parkeringsplats på väg till ett möte, efter att ha blivit skjuten av Abdou N'Daffa Faye, som senare dömdes till döden för dådet.  

## Liv och karriär
Demba Diop föddes i Boghé (i nuvarande Mauretanien) 1927. Han utbildade sig till lärare och fick anställning på en skola i departementet Sédhiou 1947. 

## Mordet
Diop mördades den 3 februari 1967. Han var på väg till ett möte men han sköts på en parkeringsplats i Thiès av Abdou N'Daffa Faye, en anhängare till Mbours politiska rival Jacques d'Erneville. Faye dömdes till döden och blev därmed den första personen i det postkoloniala Senegal som fick dödsstraff.